# Natalja Kowszowa
Natalja Wieniediktowna Kowszowa (ros. Наталья Венедиктовна Ковшова; ur. 26 listopada 1920 w Ufie, zm. 14 sierpnia 1942 k. wsi Sutoki w obwodzie nowogrodzkim) – radziecka snajperka, czerwonoarmistka, Bohater Związku Radzieckiego (1943).

## Życiorys
W 1940 ukończyła szkołę średnią w Moskwie, od sierpnia 1940 pracowała w Instytucie Naukowo-Badawczym „Orgawiaprom”, w czerwcu 1941 starała się o przyjęcie do Moskiewskiego Instytutu Lotniczego, jednak plany te udaremnił wybuch wojny z Niemcami. W październiku 1941 wstąpiła ochotniczo do Armii Czerwonej, skończyła kursy snajperskie, brała udział w obronie Moskwy w składzie 3 Moskiewskiej Komunistycznej Dywizji Piechoty Pospolitego Ruszenia, a od stycznia 1942 walczyła na Froncie Północno-Zachodnim. Jako snajperka 528 pułku piechoty 130 Dywizji Piechoty 1 Armii Uderzeniowej Frontu Północno-Zachodniego zastrzeliła 167 niemieckich żołnierzy i oficerów. 14 sierpnia 1942 zginęła w walce wraz z Mariją Poliwanową. Pochowana w kolumbarium na Cmentarzu Nowodziewiczym w Moskwie (prochy przeniesione w 1965 z Korowitczyna w obwodzie nowogrodzkim). Jej imieniem nazwano ulice w Moskwie i Ufie.

## Odznaczenia
- Złota Gwiazda Bohatera Związku Radzieckiego (pośmiertnie, 14 lutego 1943)
- Order Lenina (pośmiertnie, 14 lutego 1943)
- Order Czerwonej Gwiazdy (13 sierpnia 1942)